# Solaris (film din 2002)
Acest articol este despre un film. Pentru alte semnificații vezi Solaris (dezambiguizare).
Solaris este un film regizat de Steven Soderbergh și produs de James Cameron, cu George Clooney și Natascha McElhone în rolurile principale. Este o ecranizare a romanului cu același nume al lui Stanisław Lem, scriitor polonez de literatură științifico-fantastică.
Împrumutând puternic din filmul lui Andrei Tarkovski, versiunea lui Soderbergh este o psihodramă meditativă care are loc aproape în întregime pe o stație spațială care orbitează planeta Solaris, adăugând flashback-uri de pe Pământ cu experiențele anterioare ale personajelor principale. Chris se luptă cu problemele de motivare de pe Solaris, cu convingerile și amintirile sale și reconcilierea între ceea ce a pierdut și oportunitatea unei a doua șanse.

## Prezentare
Filmul pune accent pe relația dintre Kelvin și fosta sa soție, excluzând - la fel ca și precedenta ecranizare - temele științifice și filozofice ale lui Lem.

## Actori
- George Clooney este Chris Kelvin
- Natascha McElhone este Rheya
- Viola Davis este Gordon
- Jeremy Davies este Snow
- Ulrich Tukur este Gibarian
- John Cho este DBA Emissary #1